# Batalla

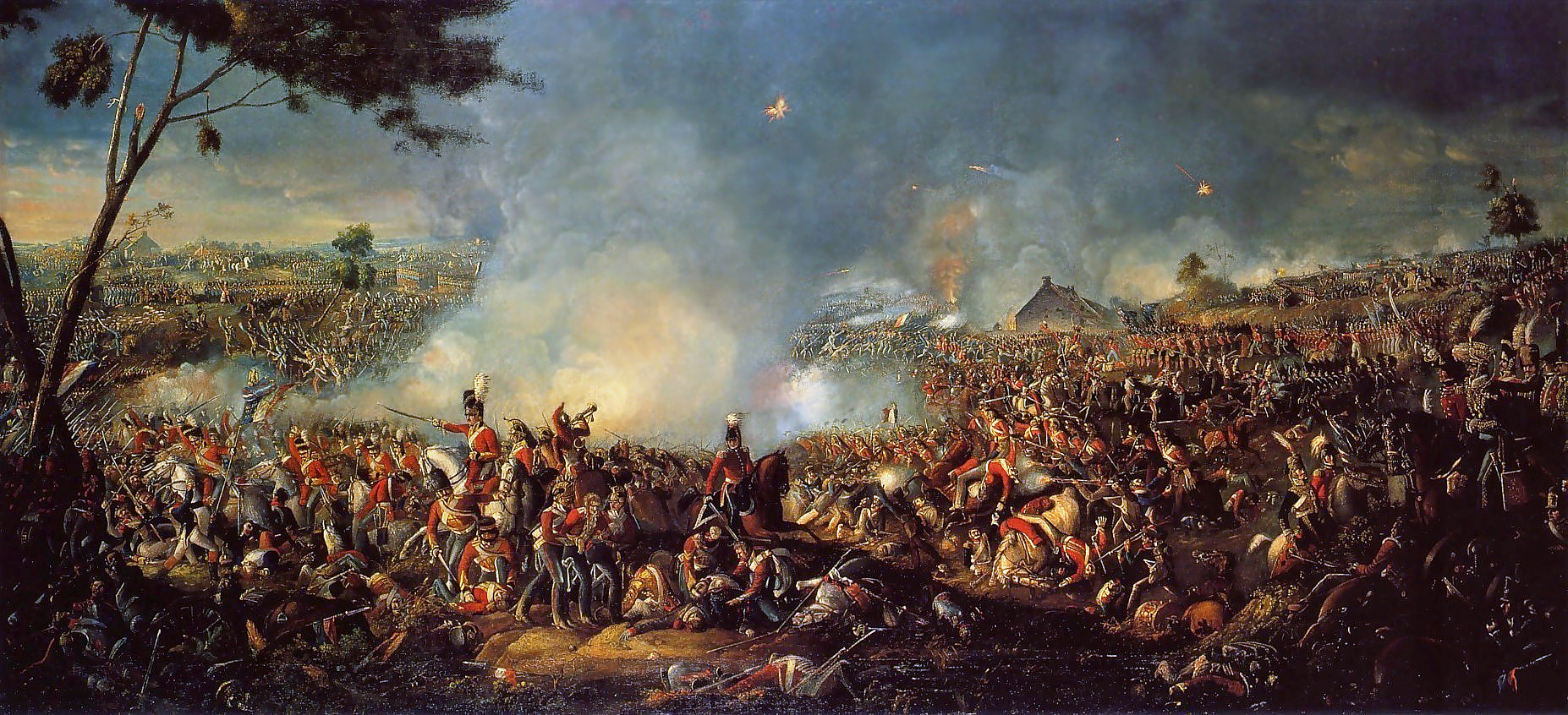
La Batalla de Waterloo por William Sadler.

Una batalla se podría definir como un combate entre dos o más contendientes en donde cada uno de ellos tratará de derrotar a los demás. Las batallas tienen lugar más a menudo durante las guerras o las campañas militares y normalmente pueden ser bien definidas por el espacio, el tiempo y la acción llevada a cabo. Las guerras y las campañas son guiadas por la estrategia mientras que las batallas son las fases en las que se emplea la táctica. El estratega alemán Carl von Clausewitz manifestó que "el empleo de batallas para ganar el fin de la guerra" era la esencia de la estrategia.
Antiguamente, también era denominado batalla el centro de un ejército, distinguiéndolo así de la vanguardia de este y de su retaguardia. Aunque, también antiguamente se usaba batalla para definir cada uno de los grupos en los que era dividido un ejército.

|"Las batallas son monótonas repeticiones del mismo absurdo espectáculo y en muy pocas puede señalarse el triunfo del ingenio sobre la fuerza".|

## Características de una batalla

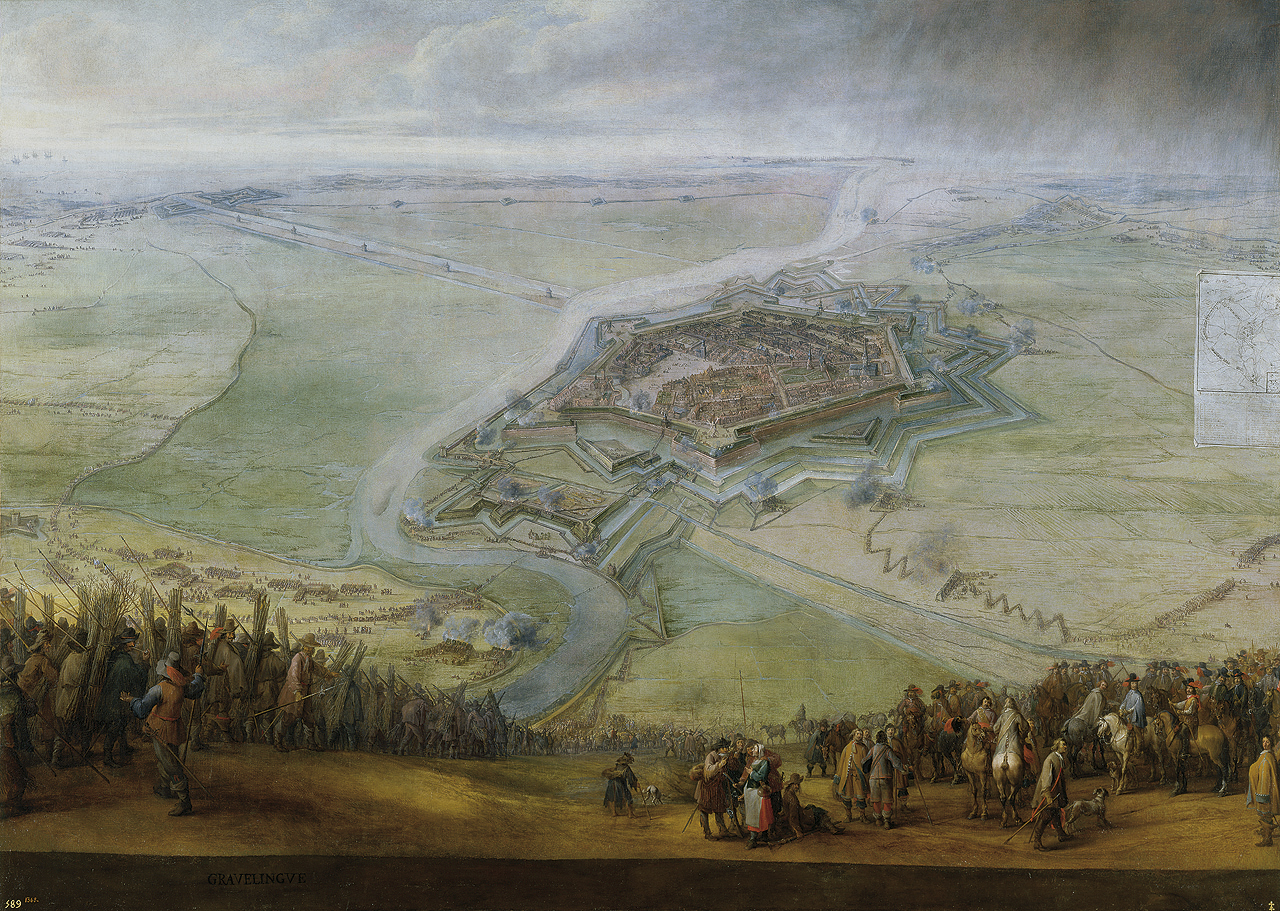
Sitio de Gravelinas, donde se produjo la Batalla de Gravelinas, con una victoria española sobre las tropas francesas que obligó al rey francés a firmar la paz, y desistir de su invasión de Italia. Esta batalla se produjo después de la batalla de San Quintín, y en honor a esta victoria, el rey Felipe II mandó construir el Monasterio de El Escorial.

El historiador militar británico Sir John Keegan sugirió una definición ideal de batalla como "algo que ocurre entre dos ejércitos dirigidos por la moral para luego desintegrarse físicamente alguno de ellos" aunque los orígenes y los resultados de muchas batallas raramente pueden ser resumidos así.
La "acción" de una batalla se fundamenta en cumplir un objetivo — el objetivo ideal es la victoria pero la estrategia y las diversas circunstancias que pueden darse suelen precisar un compromiso. Se estima que un contendiente logra la victoria cuando su adversario se ha rendido, ha huido, ha sido forzado a retirarse o bien se ha vuelto militarmente ineficaz. Sin embargo, una batalla puede acabar en una victoria pírrica que finalmente favorezca al contendiente derrotado. Si no se cumple ningún objetivo de la batalla, el resultado se considera un empate. Un conflicto en el que uno de los bandos alcanza involuntariamente un objetivo suele terminar convertido en una insurgencia.
Hasta el siglo XIX la mayoría de las batallas han sido de corta duración, durando un día o menos — La Batalla de Gettysburg y la Batalla de Leipzig fueron excepcionalmente largas llegando a durar tres días. Esto fue debido principalmente a la dificultad de avituallar a un ejército en el campo de batalla. La típica forma de prolongar una batalla era llevar a cabo un asedio. Las mejoras en el transporte y la guerra de trincheras, incrementaron la duración de las batallas hasta semanas y meses, como se pudo observar durante la Primera Guerra Mundial. No obstante, en una batalla larga la rotación regular de unidades permitía que los períodos de combate intensivo a los que se veía sometido un soldado a nivel individual tendieran a ser más breves.
Las batallas pueden ser a pequeña escala, involucrando a un bajo número de individuos, quizás dos brigadas, o bien a gran escala, implicando así a ejércitos enteros donde miles de soldados luchan a la vez. El espacio que ocupa una batalla depende de la capacidad ofensiva de las armas de los combatientes. Hasta el advenimiento de la artillería y las aeronaves, el espacio donde se desarrollaba una batalla no iba más allá de donde alcanzaba la vista. Además, la profundidad del campo de batalla también ha aumentado en la guerra moderna, con unidades de respaldo en las retaguardias — suministro, artillería, enfermería, etc. — que exceden en número a las tropas de combate de avanzada.
Por lo general, las batallas son una multitud de combates individuales donde el individuo sólo experimentará una pequeña parte de los acontecimientos. Para el soldado de infantería, puede ser muy difícil distinguir entre un combate como parte de un asalto menor o como parte de una ofensiva mayor, y muy improbable que sea capaz de anticipar el curso de la batalla. Muy pocos soldados de la infantería británica que estuvieran presentes en el Primer día del Somme, 1 de julio de 1916, habrían anticipado que ellos estarían luchando en esa misma batalla en menos de cinco meses.

## Espacio de batalla
Espacio de batalla es un término militar moderno para definir aquella estrategia unificada que integra y combina las fuerzas armadas con el teatro militar de operaciones, incluyendo todos los ámbitos: tierra, mar, aire, información y espacio. Esto implica a su vez tener en cuenta y comprender todos aquellos factores y condiciones necesarios para obtener la máxima fuerza de combate, la máxima protección o las máximas garantías de éxito en la ejecución de una misión. Dichos factores implican el conocimiento pleno de las fuerzas aliadas y enemigas, de las instalaciones, del clima, del terreno y del espectro electromagnético dentro de las zonas donde se va a desarrollar la acción.

## Factores que influyen en una batalla
El desarrollo de una batalla y su resultado se ven influidos por diversos factores. El número de hombres, los comandantes de cada ejército y las ventajas debidas al terreno se encuentran entre los factores más importantes. En términos generales, podemos describir los siguientes:
- Moral. Las batallas que han tenido lugar a lo largo de la historia han demostrado que el estado de ánimo y la calidad de las tropas son a menudo más importantes que la cantidad. Las guerras médicas, por ejemplo, nos muestran como un ejército con una moral superior puede vencer frente a las desventajas numéricas, especialmente en la Batalla de las Termópilas. Un buen ejemplo de lo contrario es la Batalla de Gaugamela. La calidad del ejército viene determinada por el estado de ánimo, el cual dependerá del espíritu de las tropas, el equipo y el entrenamiento que hayan recibido dichas tropas. Una unidad que cargue sin ningún tipo de disciplina pero con la moral elevada puede llegar a salir victoriosa del enfrentamiento. Esta táctica fue eficazmente empleada por el ejército de la Revolución francesa.
- Armamento. Las armas y las armaduras también pueden llegar a ser un factor decisivo, pero no siempre es así, como se pudo observar en las guerras de Independencia de Escocia, donde los escoceses vencieron a los ingleses a pesar de poseer un armamento muy inferior.
- Disciplina. La disciplina dentro de las tropas es otro factor muy importante. En la Batalla de Alesia, los romanos, a pesar de encontrarse en inferioridad numérica, vencieron gracias a la férrea disciplina de su entrenamiento.
- Terreno. Las batallas también pueden decidirse por el terreno en el que se desarrollan. Capturar un terreno elevado, por ejemplo, ha sido la estrategia principal en innumerables batallas. Un ejército que se asienta en un terreno elevado obliga al enemigo a trepar, lo cual desgasta y sitúa al ejército en una posición de inferioridad. Además, es físicamente más fácil atacar desde una posición elevada que desde una posición inferior. Aunque este factor ha perdido importancia en la guerra moderna con el advenimiento de las aeronaves, el terreno aún puede ser vital para el camuflaje, especialmente para la guerra de guerrillas.
- Generales. Los generales y los comandantes también juegan un papel decisivo durante el combate. Julio César y Napoleón Bonaparte fueron ambos generales excelentes cuyos ejércitos tuvieron un éxito legendario. Un ejército que puede confiar en las órdenes de su líder con convicción de su éxito siempre tendrá un estado de ánimo superior que un ejército que duda cada movimiento. Los británicos en la Batalla de Trafalgar, por ejemplo, achacan su éxito a la reputación del famoso almirante Lord Nelson.
- Estrategia. La estrategia empleada en una batalla puede ser decisiva como demostró Aníbal en la Batalla de Cannas teniendo muy pocas bajas frente a un enemigo superior en número. Dentro de estrategia quedaría englobado el orden de batalla.

## Tipos de batallas

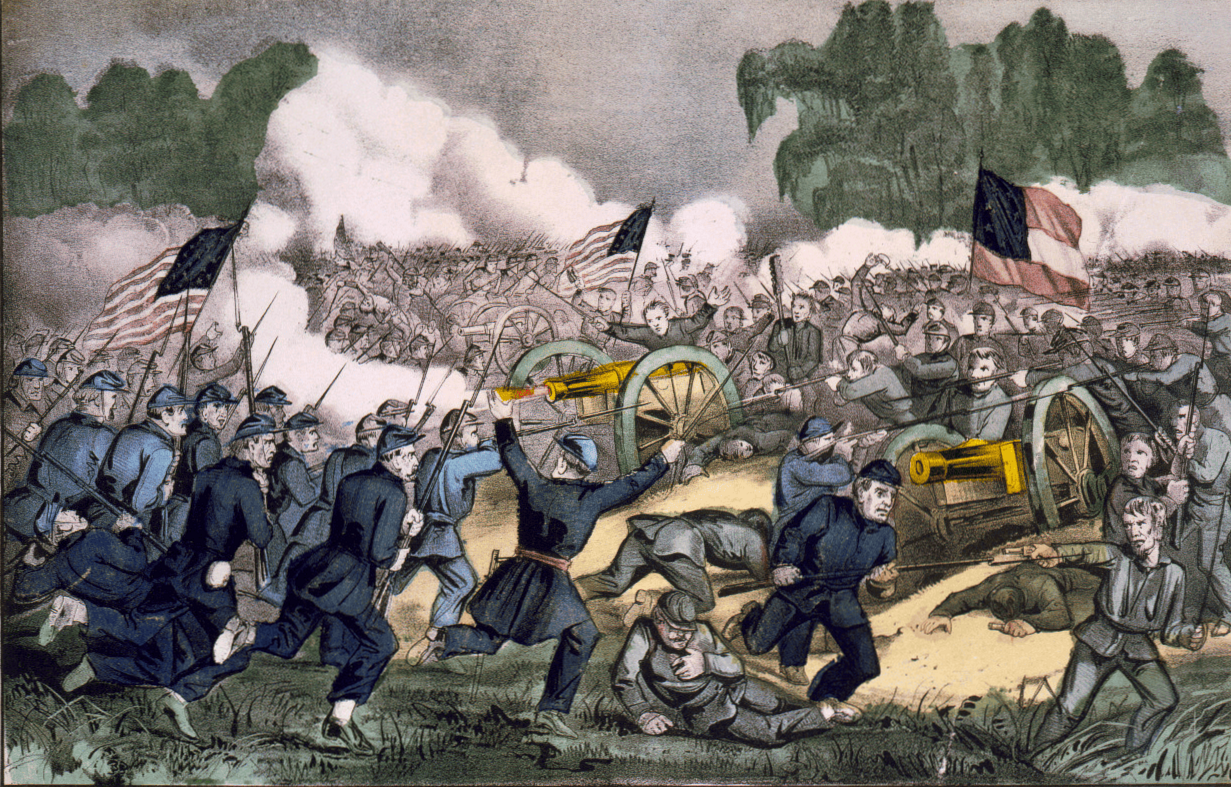
La Batalla de Gettysburg, 1-3 de julio de 1863, por Currier e Ives.

Las batallas pueden tener lugar en tierra, mar o aire. Mientras que las batallas navales son anteriores al siglo V a. C., las batallas aéreas apenas tienen un siglo de historia, siendo la más emblemática la Batalla de Inglaterra en 1940. Durante la Segunda Guerra Mundial, las batallas navales y terrestres se han convertido en un soporte aéreo. De hecho, durante la Batalla de Midway, cinco portaaviones fueron hundidos sin necesidad de que las flotas entrasen en contacto directo.
Hay diversos tipos de batallas:
- Una "batalla de encuentro" es una batalla premeditada, donde ambos contendientes se enfrentan en el campo de batalla sin haber preparado su ataque o su defensa.
- Una "batalla de desgaste" pretende infligir una mayor pérdida al enemigo que la sufrida por uno mismo. Muchas batallas de la Primera Guerra Mundial fueron intencionadamente (Verdún) o involuntariamente (Somme) batallas de desgaste.
- Una "batalla de paso adelante" tiene como objetivo principal acabar con las defensas del enemigo exponiendo los flancos, que quedan en una posición vulnerable y así pueden ser destruidos.
- Una "batalla de circunvalación" — el Kesselschlacht del Blitzkrieg alemán — rodea al enemigo en una bolsa (es prácticamente igual a una batalla envolvente a mayor escala, pero rompiendo una brecha por las líneas enemigas para colarse por ellas avanzado rápidamente, y a poder ser sin obstáculo hasta finalizar el movimiento de tenaza).
- Una "batalla envolvente" implica un ataque por uno o por ambos flancos. El ejemplo clásico es la doble envolvente de la Batalla de Cannas.
- Una "batalla de aniquilación" es aquella en la que la parte derrotada es destruida en el campo de batalla, como ocurrió con la flota francesa en la Batalla del Nilo.
- Una "batalla decisiva" es de particular importancia, bien porque pone fin a las hostilidades, como en la Batalla de Hastings, bien porque determina un momento decisivo entre los contendientes, como en la Batalla de Stalingrado. Una batalla decisiva puede tener un gran impacto tanto a nivel político como a nivel militar, cambiando el balance del poder y las fronteras entre países. El concepto de "batalla decisiva" se hizo popular con la publicación en 1851 de Edward Creasy The Fifteen Decisive Battles of the World. Los historiadores militares británicos J.F.C. Fuller (The Decisive Battles of the Western World) y B.H. Liddell Hart (Decisive Wars of History), entre muchos otros, han escrito libros al estilo del trabajo de Creasy.

## Diferencias entre las batallas terrestres a lo largo de la historia
Hay una diferencia obvia en el modo de luchar en las batallas a lo largo del tiempo. Las primeras batallas debieron de ser entre rivales totalmente desorganizados. Recientemente se ha descubierto la primera evidencia convincente de una importante batalla de la Edad del Bronce. Sin embargo, durante la Batalla de Megido, la primera batalla documentada con una fuente fidedigna, en el siglo XV a. C., ya se puede observar como la disciplina real se va imponiendo en ambos ejércitos. Esto continuó durante toda la Edad Antigua y la Edad Media.
Sin embargo, durante las guerras del Imperio romano, los bárbaros continuaron usando métodos que implicaban multitudes desorganizadas (o solo puntualmente organizadas, como para una emboscada). Ya en el Siglo de las Luces, los ejércitos comenzaron a luchar en líneas altamente disciplinadas, donde cada una seguía las órdenes de sus oficiales y luchaba como una unidad sola en lugar de como individuos aislados, retomando la tradición romana de combate. Cada ejército estaba dividido en regimientos, batallones, compañías y pelotones. Estos ejércitos marcharían alineados y en divisiones. Por otro lado, los indígenas americanos, no luchaban en líneas, sino que utilizaban en su lugar métodos de guerrilla. Los Estados Unidos durante la Revolución Americana también utilizaron esta táctica. En Europa, durante las Guerras Napoleónicas, se continuaron usando líneas disciplinadas, incluso en la guerra civil estadounidense. Más tarde, durante la Primera Guerra Mundial, se impuso un nuevo estilo denominado guerra de trincheras, indispensable ante la escasa movilidad del ejército y el uso masivo de artillería y ametralladoras, la guerra se volvió estática al no poder abrir brechas de suficiente profundidad. A esto le siguió la radio, para la comunicación entre batallones. Posteriormente, la guerra química también emergió con el uso de gas venenoso durante la Primera Guerra Mundial y la guerra austro-prusiana.
En la Segunda Guerra Mundial, el uso de divisiones más pequeñas, pelotones y compañías, cobraron mucha más importancia como cuerpos de operaciones precisas y vitales. En lugar de la guerra de trincheras cerrada de la Primera Guerra Mundial, durante la Segunda Guerra Mundial una red dinámica de combates tenía lugar donde grupos pequeños se encontraban con otros pelotones. Como consecuencia, las brigadas de elite pasaron a ser unidades reconocidas y distinguidas. Los vehículos de guerra también se han desarrollado y han evolucionado rápidamente en el último siglo, con el advenimiento del tanque, que pudo reemplazar los cañones arcaicos de la época de la Ilustración. Desde entonces, la artillería ha ido reemplazando gradualmente al uso de tropas frontales. Actualmente, las batallas modernas mantienen un estilo semejante al que imperaba durante la Segunda Guerra Mundial, aunque se han ido agregando los últimos avances tecnológicos. El combate indirecto a través del uso de aviones y misiles ha sustituido una gran parte de las batallas de las guerra, donde las batallas van quedando reservadas para aquellas ciudades que son capturadas.

## Diferencias entre las batallas navales a lo largo de la historia

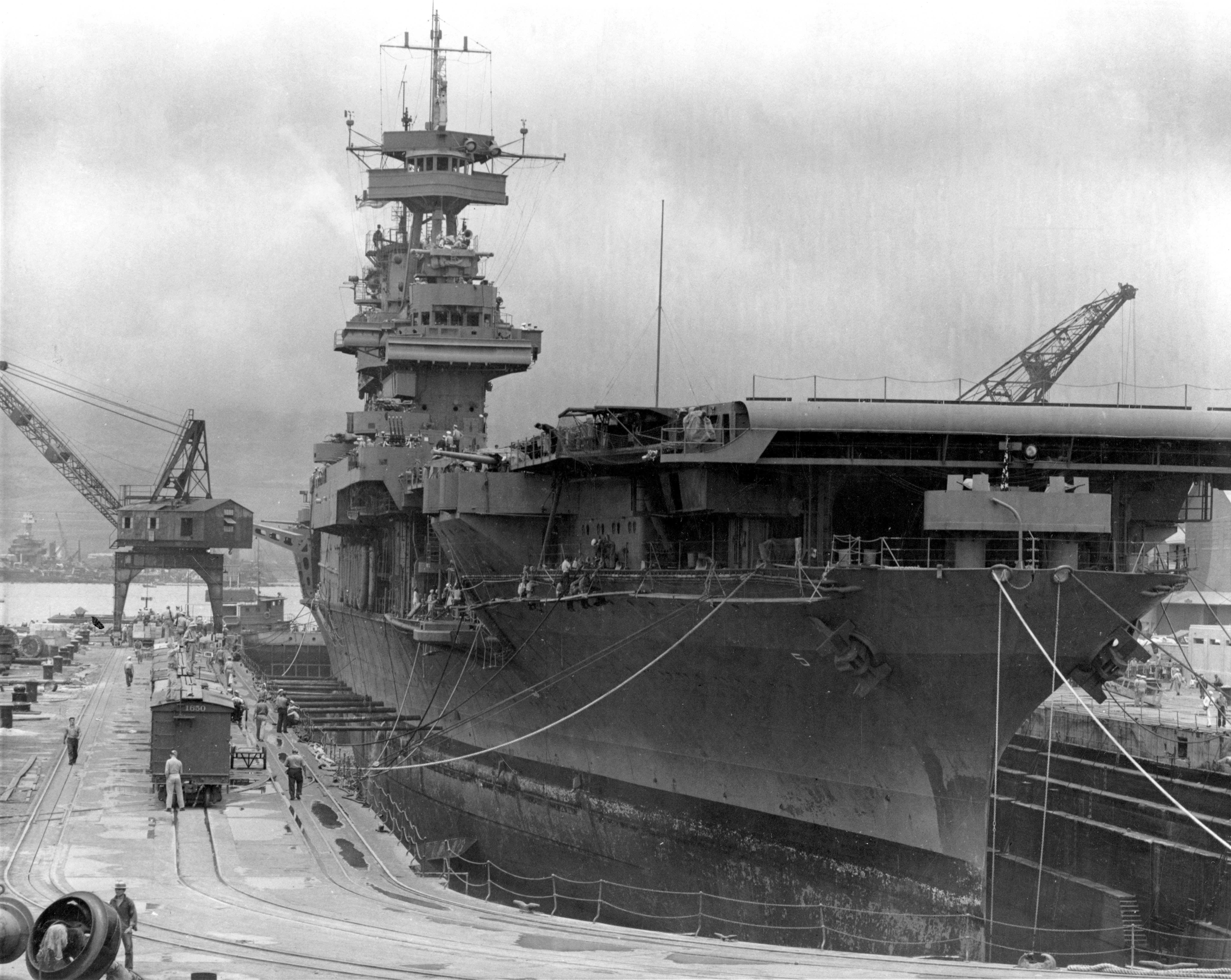
Portaaviones USS Yorktown (CV-5) días antes de la Batalla de Pearl Harbor.

Una diferencia significativa entre las batallas navales modernas y las primeras formas de combate naval es el uso de infantería de marina, lo que introdujo la guerra anfibia. Hoy, la infantería de marina es, de hecho, un regimiento de la infantería que algunas veces lucha solamente en tierra y no permanece durante mucho tiempo vinculado a la marina. Un buen ejemplo de una batalla naval antigua es la Batalla de Salamina. En la mayoría de batallas navales antiguas el enfrentamiento era llevado a cabo por barcos muy rápidos que usaban un ariete en la proa con el fin de chocar con los barcos enemigos y hundirlos, o bien maniobraban rápidamente para colocarse lo suficientemente cerca como para permitir un abordaje y entrar así en combate cuerpo a cuerpo. Esta táctica fue utilizada a menudo por aquellas civilizaciones que no tenían capacidad de atacar al enemigo mediante artillería de largo alcance. Otra invención de principios de la Edad Media fue el uso del fuego griego por los bizantinos, con el fin de incendiar a distancia las flotas enemigas. Los barcos de demolición utilizaban el método de chocar y explotar violentamente contra los barcos enemigos.
Con la invención de los cañones, los barcos de guerra pasaron a tener una utilidad adicional como unidades de apoyo para la guerra terrestre. Durante el siglo XIX, el desarrollo de minas explosivas dio lugar a un nuevo tipo de guerra naval. Además, durante la Guerra Civil de los Estados Unidos, se utilizaron por primera vez los barcos acorazados, un nuevo tipo de barcos capaces de soportar los impactos de los cañones, que rápidamente desbancaron y dejaron obsoletos a los barcos de madera. Más tarde, durante la Primera Guerra Mundial, los alemanes inventan el U-Boot ampliando el espectro de acción de las guerras navales al terreno submarino. Con el desarrollo de la aviación durante la Segunda Guerra Mundial, las batallas pasaron a tener un nuevo escenario, el aire. Desde entonces, los portaaviones se han convertido en una pieza fundamental en el ámbito de la guerra naval, actuando como una base móvil para las aeronaves de guerra.

## Las batallas aéreas a lo largo de la historia

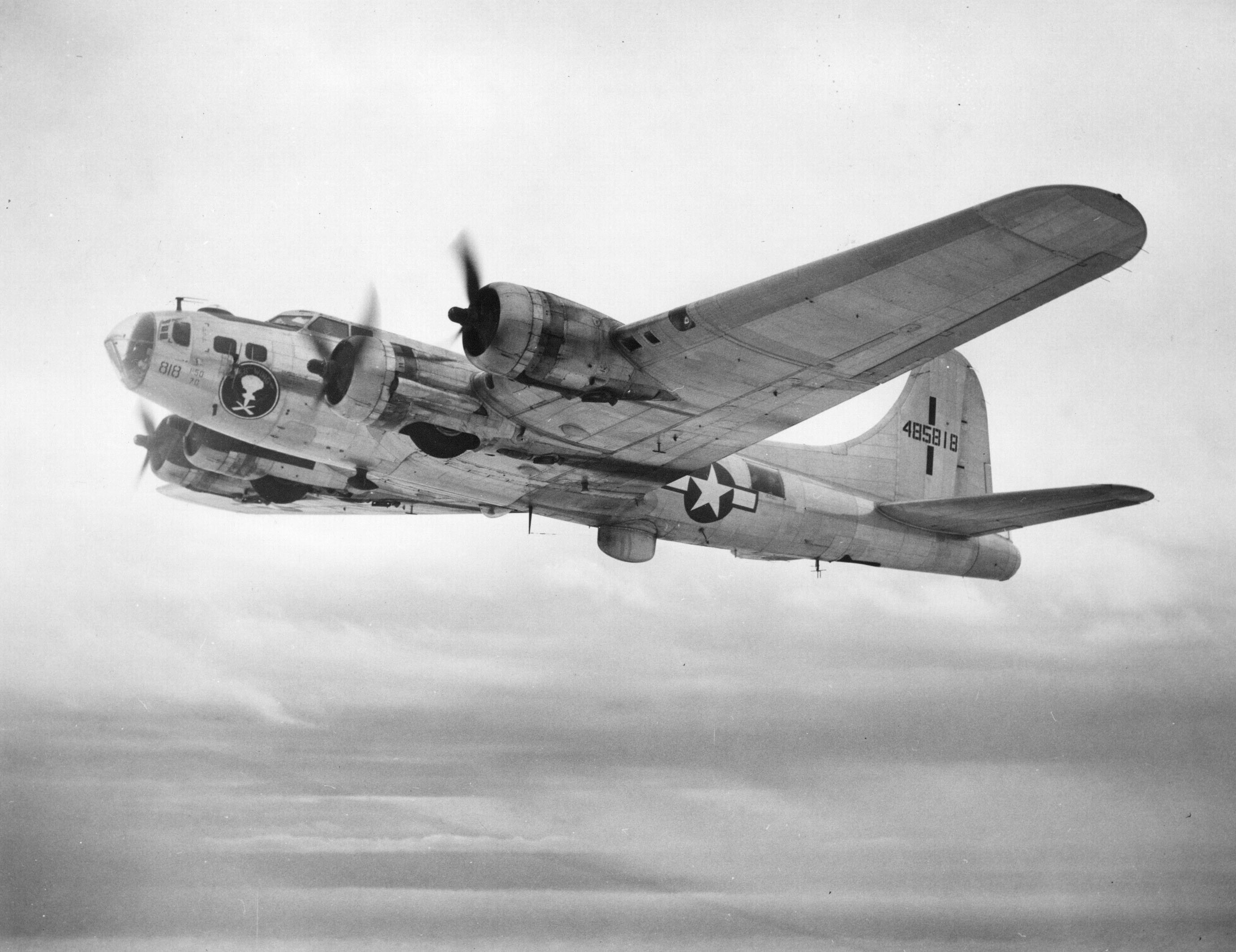
Bombardero B-17 Flying Fortress utilizado durante la Segunda Guerra Mundial.

Aunque el uso de la aviación, en la mayoría de los casos, siempre ha sido como unidad de apoyo para los enfrentamientos terrestres o navales, ha ido adquiriendo progresivamente una mayor importancia desde su implantación en la Primera Guerra Mundial, donde comenzó siendo utilizada como unidad de reconocimiento y de bombardeo a pequeña escala, altamente ineficaz ya que lanzaban bombas de mano.
El uso de la aviación en la guerra pasó a ser crucial desde la guerra civil española y especialmente durante la Segunda Guerra Mundial. El diseño de aviones se dirigió principalmente en dos sentidos: los bombarderos, capaces de lanzar cargas explosivas a blancos terrestres o a barcos; y los interceptores, que eran utilizados para derribar aviones enemigos o bien para escoltar a los bombarderos hasta su destino (los enfrentamientos entre aviones eran conocidos como “luchas de perros” (del inglés: dog fights)). Entre las batallas aéreas más notables de este período cabe señalar la Batalla de Inglaterra y la Batalla de Midway.
Otro importante avance en el mundo de la aviación llegó con el desarrollo del helicóptero, usado por primera vez de forma efectiva durante la guerra de Vietnam. Actualmente el helicóptero sigue siendo ampliamente utilizado para transportar unidades terrestres a zonas de difícil acceso para un avión.
A día de hoy, los enfrentamientos aéreos directos son bastante raros. Los interceptores más modernos están mucho más preparados y equipados para bombardear blancos terrestres con gran precisión, que para enfrentarse a otra aeronave en vuelo. De hecho, para defenderse de los interceptores enemigos es más común utilizar baterías antiaéreas que flotas de aviones. A pesar de esto, la aviación es utilizada hoy día como herramienta principal y fundamental de apoyo para el ejército de tierra y la marina, como ha quedado patente en el indispensable uso de los helicópteros para transportar y apoyar a las tropas, en el uso de los bombarderos como primer ataque en muchos enfrentamientos y en el reemplazo de los barcos de guerra por portaaviones, que actúan como base aérea móvil y centro de operaciones.

## Nombre de las batallas

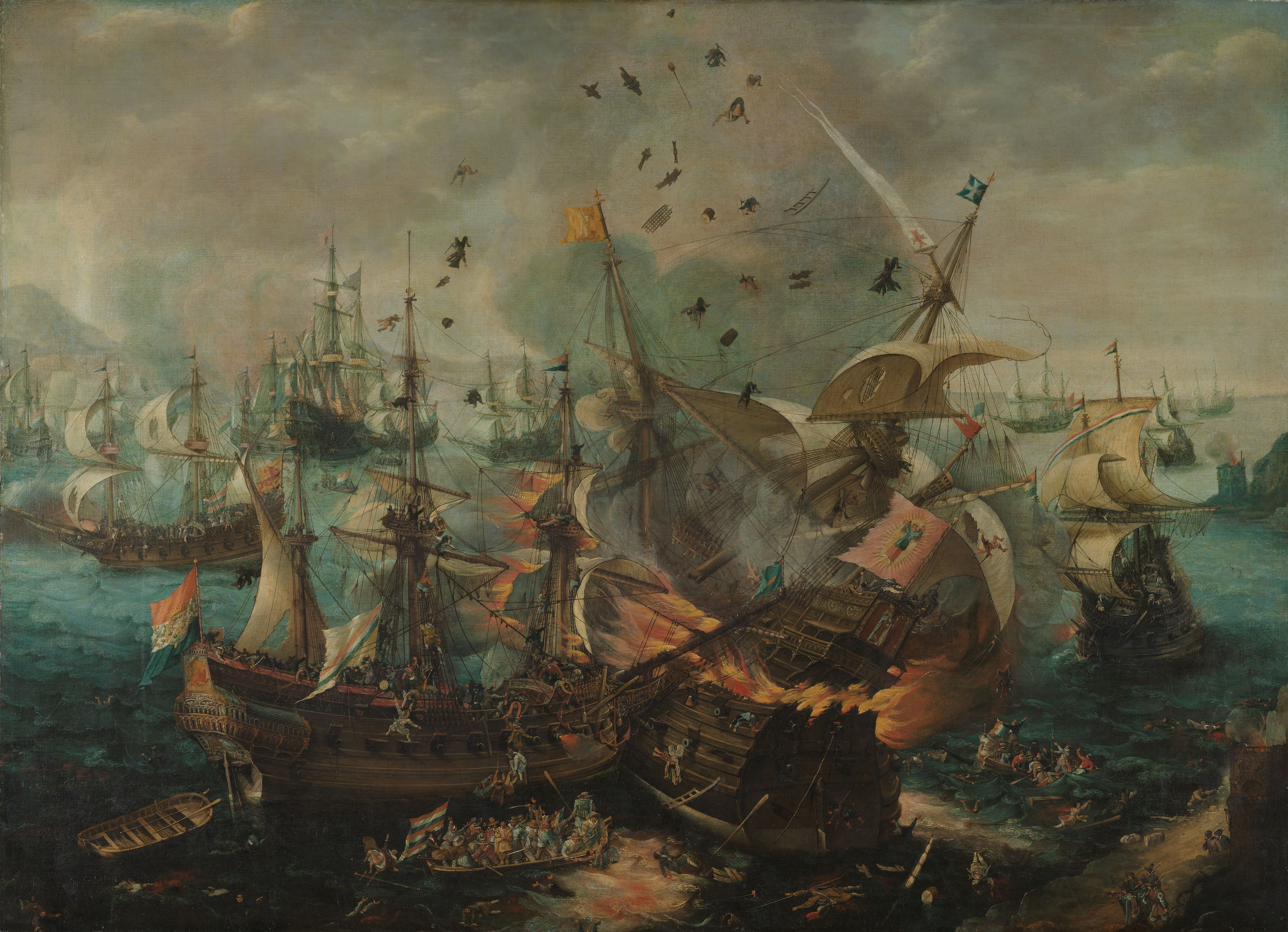
Batalla de Gibraltar (1607) por Hendrick Cornelisz Vroom.

Las batallas casi siempre reciben su nombre por alguna característica geográfica del campo de batalla, como el nombre de una ciudad, de un bosque o de un río. Ocasionalmente, las batallas pueden recibir su nombre por la fecha en la que tuvo lugar, como El glorioso 1 de junio. En la Edad Media se consideraba muy importante escoger un nombre adecuado para las batallas, ya que estos podían quedar inmortalizados por los cronistas. Por ejemplo, tras la victoria de Inglaterra sobre el ejército francés el 25 de octubre de 1415, el rey de entonces Enrique V de Inglaterra quedó con el heraldo mayor francés para acordar el nombre de la batalla, la cual, por la cercanía del castillo, fue llamada la Batalla de Agincourt. También se ha dado el caso en que ambos contendientes adoptan diferentes nombres para la misma batalla, como es el caso de la Batalla de los Dardanelos, que en Turquía es conocida como la Batalla de Galípoli. Algunas veces, en las contiendas desarrolladas en desiertos, puesto que no hay ciudades cercanas con las que nombrar las batallas, se adopta un nombre que coincide con las coordenadas de la zona en un mapa, como es el caso de la Batalla del 73 Este en la primera guerra del Golfo.
Ciertos nombres de algunos lugares se han convertido en sinónimos de las batallas que ahí tuvieron lugar, como es el caso de Passchendaele, Pearl Harbor o El Álamo. Las operaciones militares, muchas de las cuales acaban en batalla, tienen nombres en clave que no tienen por qué estar relacionados necesariamente con el tipo o la localización de la operación. Algunas de estas operaciones que han terminado en batalla han dado su nombre en clave a la batalla, como es el caso de la Operación Market Garden y la Operación Rolling Thunder.
Cuando en un campo de batalla se desarrolla más de una batalla del mismo conflicto, se hacen distinciones con números ordinales como, por ejemplo, la Primera y la Segunda batalla de Bull Run. Un caso extremo de esta situación se puede observar en las doce Batallas del Isonzo – Primera a Duodécima – entre Italia y el Imperio austrohúngaro, durante la Primera Guerra Mundial.
Algunas batallas son nombradas por convenio entre los historiadores militares con objeto de ordenar y distinguir los períodos de los combates entre sí. Tras la Primera Guerra Mundial, se formó un Comité de Nomenclatura de Batallas Británico, con el objetivo de decidir unos nombres estándar para todas las batallas y sus acciones subsidiarias. Para los soldados que habían luchado, la distinción era puramente académica: un soldado que hubiera luchado en Beaumont Hamel el 13 de noviembre de 1916 probablemente ignorara que estaba tomando parte en lo que el comité denominaría «Batalla de Ancre».
Muchos combates son demasiado pequeños para merecer un nombre. Los términos como “acción”, “escaramuza”, “asalto” o “patrulla ofensiva” son utilizados para describir enfrentamientos o batallas a pequeña escala. Estos combates suelen tener lugar dentro de una batalla propiamente dicha y, si bien tienen objetivos concretos, no son necesariamente decisivos. Algunas veces, los soldados no son capaces de decidir si el enfrentamiento en el que han participado es realmente una batalla o simplemente una acción. Tras la Batalla de Waterloo algunos oficiales británicos dudaban de si los eventos acaecidos a lo largo de ese día merecían el título de “batalla” o habían sido una mera “acción”.

## Efectos de una batalla
Las batallas tienen efectos tanto a nivel individual (personal) como a nivel global (político). El efecto a nivel personal de una batalla puede ser tanto psicológico como físico. Los efectos psicológicos pueden provocar trastornos mentales graves en aquellos individuos que hayan pasado por situaciones traumáticas durante la batalla. Por ejemplo, hay muchos supervivientes de una batalla que sufren pesadillas recurrentes o reacciones anormales ante ciertas imágenes y/o sonidos. Los efectos físicos son aquellos que afectan únicamente a la integridad física de la persona como cicatrices, amputaciones, lesiones, pérdida de audición, ceguera y parálisis.
El efecto a nivel político también es evidente. Cuando un contendiente vence en una batalla decisiva puede lograr la capitulación del enemigo forzándole a someterse a los intereses del vencedor, bien cediendo territorio, bien cambiando políticas internacionales en favor del vencedor. Las batallas que han tenido lugar en guerras civiles han decidido el destino de monarcas y de facciones políticas enfrentadas. Un ejemplo de esto puede verse en la guerra de las Dos Rosas y en el Levantamiento Jacobita. También cabe destacar como las batallas pueden afectar a la continuación o final de una guerra. Un ejemplo de esto es la Batalla de Inchon. Por último hay que mencionar también el caso de numerosas batallas que teniendo cuantiosos efectos personales, carecen finalmente de efectos políticos. Un ejemplo manido es lo que se conoce como victoria pírrica.

## Véase también

Signo del lugar de una batalla en la leyenda de los mapas.

## Las batallas en el arte
Pintura de batallas es un género pictórico, subgénero de la pintura de historia, que se especializa en la representación de batallas. Las características diferenciadas de una batalla naval y una batalla terrestre (y dentro de las terrestres, las de un combate singular, una escaramuza, una batalla campal, un asedio, un duelo artillero -con o sin trincheras-, una carga de caballería, etc.) se marcan tanto en la pintura de paisajes como en los elementos propios de la batalla (uniformes, armas y pertrechos, barcos, caballos, etc.)
Aunque tiene precedentes desde el arte antiguo (estela de Naram-Sin, relieve de la batalla de Qadesh en el templo de Ramsés II (Abu Simbel), escenas bélicas en la cerámica griega, batalla de Issos en el mosaico de Alejandro), es en el Renacimiento cuando comienza a tener desarrollo, con ejemplos como la batalla de San Romano de Paolo Ucello (que representa en tres tablas), la batalla de Ostia representada en una de las estancias de Rafael y la emulación competitiva entre los malogrados murales de Miguel Ángel (batalla de Cascina, del que solo pintó el cartón, que se conoce a través de una copia de Bastiano da Sangallo) y Leonardo (batalla de Anghiari, desaparecido, que se conoce a través de una espléndida copia parcial de Rubens). 
- Batalla de San Romano (Florencia).
- Batalla de San Romano (París).
- Batalla de San Romano (Londres).
- Batalla de Ostia.
- Batalla de Cascina.
- Batalla de Anghiari.

Ya en la época del Manierismo, Felipe II encargó en la galería de batallas del Monasterio de El Escorial se encargó a un grupo de fresquistas italianos la representación de un conjunto de batallas que glorificaran a la Monarquía Hispánica de Felipe II, comenzando por algunas medievales y terminando por la batalla de San Quintín; en superficie son uno de los programas pictóricos más ambiciosos. La batalla de Lepanto estuvo entre las más utilizadas por los pintores de finales del siglo XVI.
- Asedio de San Quintín (galería de batallas de El Escorial).
- Batalla de Lepanto (anónimo).
- La Virgen del Rosario protege la armada cristiana en Lepanto (iglesia de la Magdalena de Sevilla).
- Felipe II ofrece al cielo al príncipe Don Fernando, al fondo se representa la batalla de Lepanto (Tiziano).
- Los santos ruegan por la victoria cristiana en Lepanto (Veronés).

En el Barroco se llegó a un extremo de precisión y detallismo de grabados y óleos de grandes dimensiones en la representación espacial de las vistas topográficas donde se localizaban las batallas, con los asedios de las ciudades y los cuerpos de ejército vistos a "vista de pájaro" o con perspectivas forzadas (subiendo mucho la línea de horizonte). El primer plano, especialmente en los laterales, se reservaba para figuras especiales, como pueden ser los militares protagonistas. Entre los artistas especializados en el género estuvieron Sebastian Vrancx, Jacques Callot, Pieter Snayers, Jacques Courtois, Pieter Meulener, Michelangelo Cerquozzi, Adam Frans van der Meulen, etc. Un programa artístico especialmente notable fue la decoración del Salón de Reinos del Palacio del Buen Retiro, donde se situaron obras de Velázquez, Zurbarán, Mayno, etc.
- Vrancx.
- Callot.
- Snayers.
- Cerquozzi.
- Meulener.
- }Courtois.
- Van der Meulen.

En la pintura contemporánea ha continuado tratándose el género.
- La Batalla de Trafalgar (J.M.W. Turner).
- Napoleón en la batalla de Eylau (Antoine-Jean Gros)
- La Rendición de Bailén (Casado del Alisal).
- Batalla entre el Kearsarge y el Alabama (Manet).
- Batalla de Magenta (Gerolamo Induno).
- Carga del Escuadrón Real de Carlos VII (Augusto Ferrer-Dalmau).